# Jodi Picoult
Jodi Lynn Picoult (ur. 19 maja 1966 w Nesconset, Long Island, Nowy Jork, USA) – amerykańska pisarka, autorka bestsellerów.

## Życiorys
Picoult urodziła się i dorastała w Nesconset na Long Island. Wychowywała się, jak sama mówi: „w rodzinie niepraktykujących żydów”. Gdy Jodi miała 13 lat Picoultowie przenieśli się do New Hampshire.
Pierwszą powieść zatytułowaną The Lobster Which Misunderstood Picoult napisała w wieku 5 lat. Napisała także dwa opowiadania, które zostały opublikowane w „Seventeen magazine”. Studiowała na Uniwersytecie w Princeton. Po ukończeniu studiów w 1987 r. podejmowała się różnych zajęć: od pracy jako edytor tekstu po nauczanie angielskiego w szkole. Tytuł magistra uzyskała na Harvard University.
Jest autorką kilkunastu powieści oraz współautorką komiksu Wonder Woman wydawnictwa DC.
Jej mężem jest poznany podczas studiów Tim Van Leer, którego poślubiła w listopadzie 1989 r. Wraz z trójką dzieci (Sammy, Kyle, Jake) mieszkają w Hanover w stanie New Hampshire.

## Osiągnięcia
W 2003 r. za całokształt twórczości została laureatką nagrody New England Book. Trzy powieści Picoult, „Dziewiętnaście minut” (Nineteen Minutes), „Przemiana” (Change of Heart) i „Tam gdzie ty” (Sing You Home), znalazły się na pierwszym miejscu listy bestsellerów New York Timesa. Łączny nakład książek Picoult na świecie w roku 2010 przekroczył 14 milionów egzemplarzy.

## Twórczość

### Powieści
- „Jak z obrazka” (Picture Perfect) ISBN 978-83-7648-614-7 – 1995
- „Deszczowa noc” (Mercy) ISBN 978-83-7961-220-8 – 1996
- „Karuzela uczuć” (The Pact) ISBN 978-83-7839-057-2 – 1998
- „Jesień cudów” (Keeping Faith) ISBN 978-83-7839-734-2 – 1999
- „Świadectwo prawdy” (Plain Truth) ISBN 978-83-7648-930-8, ISBN 978-83-7648-366-5 – 2000
- „Czarownice z Salem Falls” (Salem Falls) ISBN 978-83-7839-009-1 – 2001
- „W imię miłości” (Perfect Match) ISBN 978-83-7648-725-0 – 2002
- „Drugie spojrzenie” (Second Glance) ISBN 978-83-7648-477-8 – 2003
- „Bez mojej zgody” (My Sister’s Keeper) ISBN 978-83-7839-088-6 – 2004
- „Zagubiona przeszłość” (Vanishing Acts) ISBN 978-83-7839-356-6, ISBN 978-83-7648-524-9 – 2005
- „Dziesiąty krąg” (The Tenth Circle) ISBN 978-83-7839-086-2 – 2006
- „Dziewiętnaście minut” (Nineteen Minutes) ISBN 978-83-8932-533-4 – 2007
- „Przemiana” (Change of Heart) ISBN 978-83-7961-221-5 – 2008
- „Krucha jak lód” (Handle With Care) ISBN 978-83-7839-546-1,ISBN 978-83-7648-396-2 – 2009
- „W naszym domu” (House Rules) ISBN 978-83-7648-532-4 – 2010
- „Linia życia” (Harvesting the Heart 1993) ISBN 978-83-7648-706-9 – 2011
- „Tam gdzie ty” (Sing You Home) ISBN 978-83-7839-013-8 – 2011
- „Pół życia” (Lone Wolf) ISBN 978-83-7839-382-5 – 2012
- „Z innej bajki” (Between the Lines) ISBN 978-83-7839-497-6 – 2012
- „Głos serca” (Songs of the Humpback Whale 1992) ISBN 978-83-7839-150-0 – 2012
- „To, co zostało” (The Storyteller) ISBN 978-83-7839-604-8 – 2013
- „Już czas” (Leaving Time) ISBN 978-83-7961-050-1 – 2014
- „Po drugiej stronie kartki” (Off the page) ISBN 978-83-8069-154-4 – 2015
- „Małe wielkie rzeczy” (Small Great Things) ISBN 978-83-8097-112-7 – 2016
- "Iskra światła" (A Spark of Light) - 2018
- „Księga Dwóch Dróg” (The Book of Two Ways) ISBN 978-83-8234-039-6 – 2021
- "Szkoda, że cię tu nie ma" (Wish you were here) - 2021

### Komiksy
- Wonder Woman – 2007

### Adaptacje filmowe
- „W imię miłości” (The Pact) (2002) – film telewizyjny
- „Cała prawda” (Plain Truth) (2004) – film telewizyjny
- The Tenth Circle (2008) – film telewizyjny
- „Bez mojej zgody” (My Sister’s Keeper) (2009)
- „Czarownice z Salem Falls” (Salem Falls) (2011)